# Chikka Aralahalli, Ranibennur
Chikka Aralahalli là một làng thuộc tehsil Ranibennur, huyện Haveri, bang Karnataka, Ấn Độ.